# Garypus insularis
Espèce
Garypus insularis est une espèce de pseudoscorpions de la famille des Garypidae.

## Distribution
Cette espèce se rencontre aux Seychelles, en Afrique du Sud et en Inde.

## Publication originale
- Tullgren, 1907 : Zur Kenntnis aussereuropäischer Chelonethiden des Naturhistorischen Museums in Hamburg. Mitteilungen aus dem Naturhistorischen Museum in Hamburg, vol. 24, p. 21-75 (texte intégral).